# Pasar Keong
Pasar Keong is een bestuurslaag in het regentschap Lebak van de provincie Banten, Indonesië. Pasar Keong telt 5220 inwoners (volkstelling 2010).